# Cinemagic
CineMagic Co. Ltd. (シネマジック) est une société de production de films pornographiques japonaise mettant habituellement en scène du bondage sexuel, du sadisme ou/et du sadomasochisme. La société à responsabilité limitée a été créé le 11 novembre 1983 à Tokyo, Japon où elle poursuit encore ses activités dans le quartier de Nakano. Elle emploie 25 salariés. La production est d'un haut niveau, interprétée par des actrices ravissantes et éditées sous forme de VHS, Disque laser et DVD.
Société indépendante à l'origine, Cinemagic Co. produit et commercialisait elle-même ses vidéos. Elle a intégré le consortium Hokuto Corporation dont elle fait actuellement partie et diffuse ses productions par son intermédiaire.

## Filmographie (partielle)
- Abnormal Ecstasy
- Abnormal Sisters
- Abnormal Sisters 2
- Abnormal Wedding
- Angel In White
- Beautiful D-Cup Girl
- Big Breast Hunter
- Big Breast Slave 2
- Bind Tightly The Ninja Copybook
- Bind Tightly The Stewardess
- Bodyconscious Hunter 4
- Bodyconscious Slave Woman Teacher
- Bondage Job Interview
- Bondage Nightmare 3
- Bondage Special
- Busty Slave
- Busty Slave 2
- Busty Slave 3
- Busty Slave 4
- Cinemagic S&M Special Edition
- Corrupt Lady 2
- Desire Of Darkness
- Devilishness Of Seduction
- Fetish Special
- Flesh Meat Doll
- Flesh Meat Doll 2
- Flesh Meat Doll 3
- Flight To Hell
- Hard Slave Night
- Holiday In The World
- Holiday In The World II
- Immoral Angel II
- Immoral Angel III
- Immoral Angel XII
- Immoral Baby
- Leopardskin Heroine
- Leopardskin Heroine 2
- Little Bondage Housewife
- Lover M
- Miss Big Breast Prisoner
- My Music City
- My Music City 2
- Night Of White Revenge
- Obscene woman teacher we would like you to bind the night
- Raping My Virgin Slave
- The Raping Of A Schoolgirl
- Rock Band Slave
- S&M Torture Freaks
- S&M Torture Freaks 2
- S&M Ultimatum
- Savage Bondage
- Scandal Special
- Secret Training Of A French Girl
- Sensual Sanctuary
- Shining Rape Station
- Slave Hunter '90
- Slave In Blue
- Smoking Hot S&M
- Sweet L: Chrysanthemum Collar
- Woman Of Big Slopes
- Woman Who Makes Up For Losses
- Young Wife, Rented All Over Town